# بريوني (بلدية)
بريوني أو بريون هي بلدية في مقاطعة أوديني في منطقة فريولي فينيتسيا جوليا الإيطالية، وتقع على بعد حوالي 110 كيلومتر (68 ميل) شمال غرب ترييستي وحوالي 45 كيلومتر (28 ميل) شمال غرب أدينة.
تقع بريوني على حدود البلديات التالية: إينيمونزو ، سوتشييف ، ترامونتي دي سوتو، فيرزيغنيس ،فيتو د اسيو .

## روابط خارجية
- متحف الحفريات